# Лощинин, Вячеслав Алексеевич
Вячеслав Алексеевич Лощинин (1 января 1936 — неизвестно) — советский хоккеист, нападающий. Мастер спорта СССР.

## Биография
Воспитанник «Крыльев Советов».
Начинал играть в сезоне 1955/56 в команде первенства РСФСР Дом офицеров (Калинин), в следующем сезоне выступал за эту команду, носившую название МВО, в классе «Б». Сезон 1957/58 провёл в СКВО (Владимир), играл также за «Химик» Воскресенск. В сезоне 1958/59 — вновь в МВО. Следующие семь сезонов отыграл в чемпионате СССР за «Химик». В сезоне 1966/67 выступал за «Торпедо» Минск. Играл во второй лиге в составе команд «Шахтёр» Прокопьевск (1967/68 — 1968/69) и «Металлург» Череповец (1969/70 — 1970/71).
В 1960 году в составе молодёжной сборной СССР, московского «Спартака» и «Химика» играл товарищеские матчи против канадской команды. «Чатем Марунс».